# György Dóczi
György Dóczi ou György Frederic Dóczi, (Budapeste, Hungria, 5 de maio de 1909 — 1995) foi um arquiteto, autor e designer gráfico húngaro. Naturalizado norte americano em 1961, trabalhou na Hungria, Suécia e Irã. Foi conselheiro senior de design em Seattle, Washington. Doczi fundou o Friends of Jungian Psychology Northwest.

## Publicação
Em 12 de Agosto de 1981, György Dóczi publicou, pela Editora Shambhala, o livro O Poder dos Limites: harmonias e proporções na natureza, arte & arquitetura, um dos estudos mais abrangentes sobre os números de Fibonacci e a proporção áurea, com análises gráficas de suas recorrências na natureza, nas criações humanas, no comportamento e na cultura.
  

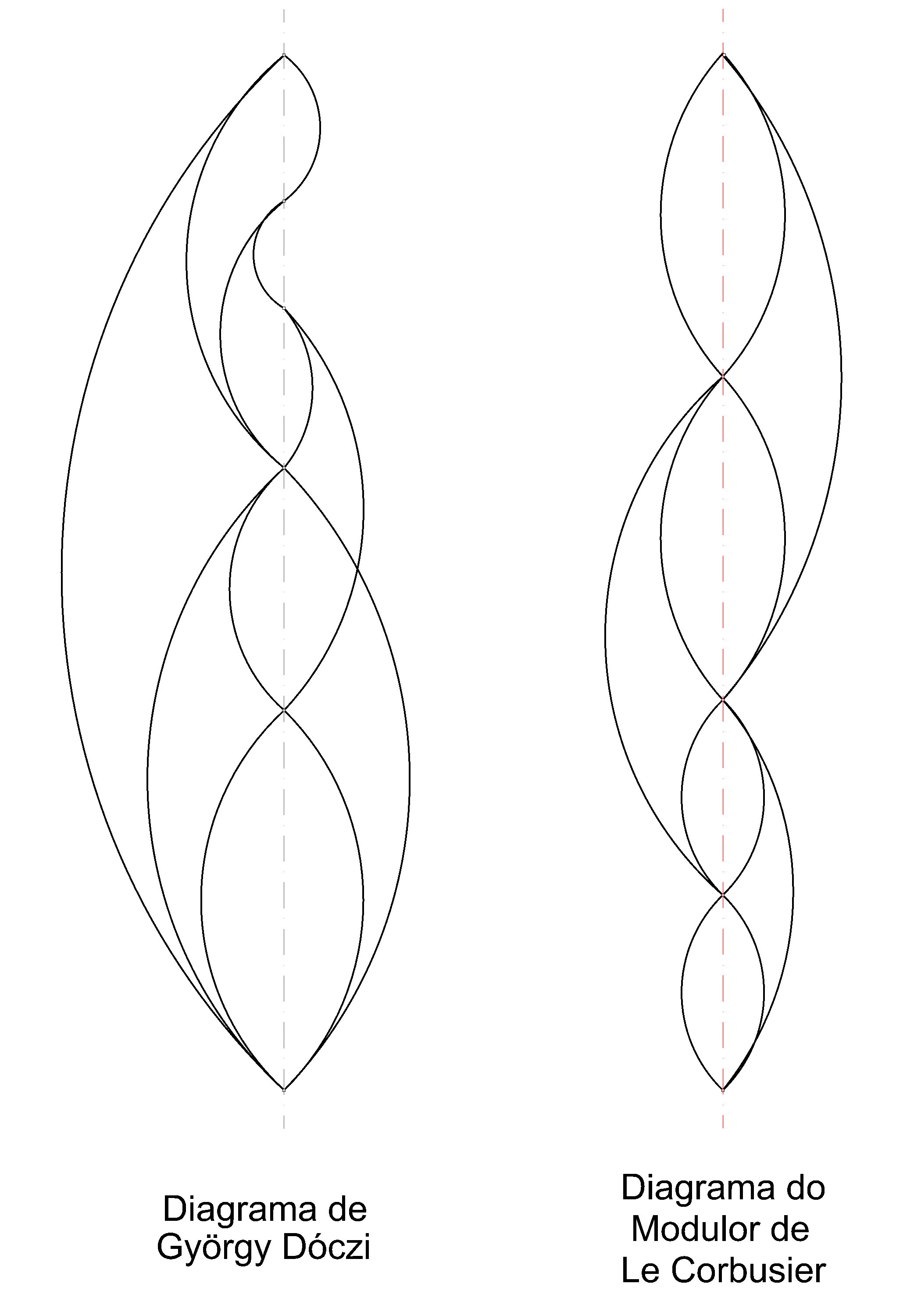
Desenhos comparativos entre os diagramas de Le Corbusier e de Dóczi.

O título da obra foi inspirado em uma frase do filósofo e matemático grego Pitágoras: 
| “ | "O limitado dá forma ao ilimitado." | ” |

Escrito originalmente em inglês, o livro foi traduzido para diversos idiomas como: espanhol, português, alemão entre outros.
Em suas ilustrações, Dóczi utilizou um diagrama inspirado no modulor de Le Corbusier. O esquema geométrico, ao ser posicionado ao lado das figuras, facilita a identificação das divisões áureas, exatas ou aproximadas, presentes na estrutura do objeto de estudo.

## Citação
| “ | "A força bruta não é soberana neste mundo ... O que é soberano ... é o limite ... Toda força visível e palpável está sujeita a um limite invisível, que nunca deve atravessar. No mar, uma onda sobe mais alto, mas em um certo ponto ... Ela é presa e obrigada a descer .... Essa é a verdade que mora em nossos corações, cada vez que somos penetrados pela beleza do mundo." - György Dóczi | ” |